# Gaggio Montano
Pour les articles homonymes, voir Montano.
Gaggio Montano est une commune italienne de la ville métropolitaine de Bologne, dans la région Émilie-Romagne.

Elle est jumelée avec le village de Sauveterre, en France.

## Administration
| Période                                  | Période | Identité | Étiquette | Qualité |
| ---------------------------------------- | ------- | -------- | --------- | ------- |
|                                          |         |          |           |         |
| Les données manquantes sont à compléter. |         |          |           |         |

### Communes limitrophes
Castel d'Aiano, Castel di Casio, Grizzana Morandi, Lizzano in Belvedere, Montese, Porretta Terme, Vergato